# Sängerfahrten
Sängerfahrten (Sångarresor), op. 41, är en vals av Johann Strauss den yngre. Den spelades första gången den 19 juni 1847 i Theater an der Wien i Wien.

## Historia
Valsen Sängerfahrten är tillägnad Wiener Männergesang-Verein (Wiens manskörsförening) och den framfördes första gången den 19 juni 1847, två dagar innan kören reste till Greifenstein för en turné (kallad 'Sängerfahrten'). Strauss orkester var förstärkt till 70 musiker och framförandet gavs på en välgörenhetsbal i Theater an der Wien. Valsen kunde också ses som ett politiskt ställningstagande emot Metternichsystemet som med kritiska ögon betraktade sångarföreningen, och ett engagemang för föreningen kunde tolkas som politisk opposition.
Valsen var ett av flera verk som Strauss skulle komma att tillägna sångarföreningen. Det rör sig här dock inte om en körvals, som han under årens lopp skulle komma att komponera sammanlagt sex stycken.

## Om valsen
Speltiden är ca 8 minuter och 25 sekunder plus minus några sekunder beroende på dirigentens musikaliska tolkning.

## Weblänkar
- Dynastin Strauss 1847 med kommentarer om Sängerfahrten.
- Sängerfährten i Naxos-utgåvan.